# Sol Lesser
Pour les articles homonymes, voir Lesser.
Sol Lesser (né le 17 février 1890 à Spokane, État de Washington et mort le 19 septembre 1980 à Hollywood) est un producteur, réalisateur et exploitant de salle de cinéma américain.
Le 17 avril 1961, lors de la 33e cérémonie des Oscars au Santa Monica Civic Auditorium à Santa Monica, le Jean Hersholt Humanitarian Award lui est décerné pour l'ensemble de son action en faveur du cinéma.
Par ailleurs, une étoile lui est dédiée sur le Walk of Fame d'Hollywood.

## Biographie
En 1915, alors qu'il vit à San Francisco, Sol Lesser apprend que les autorités vont assainir la Barbary Coast, un quartier chaud de la ville, qui héberge cercles de jeu, bars et maisons closes.
Muni d'une caméra et accompagné de son ami et futur directeur de la photographie Hal Mohr, les deux compères sillonnent les rues du quartier, filmant principalement les endroits les plus connus avant leur disparition. Il en résulte un documentaire, aujourd'hui disparu, intitulé The Last Night of the Barbary Coast, censé montrer les dernières images de ce quartier, dont les travaux de réhabilitation se sont achevés en 1917.
The Last Night of the Barbary Coast, vendu directement par Sol Lesser aux exploitants de salles de cinéma, est un premier exemple d'un film d'exploitation. Sol Lesser possède rapidement un réseau de salles car il investit les bénéfices engrangés par ces ventes dans le rachat de la chaîne West Coast Theaters, en collaboration avec l'homme d'affaires Mike Gore.
Il aborde ensuite la production dans les années 1930 en créant sa propre compagnie, Principal Pictures Corp., qui produit plus de 100 films, majoritairement de série B. Dans cette importante production, figurent 16 films de la série des Tarzan, de 1933 à 1958, avec, dans le rôle de l'homme de la jungle, 4 acteurs,  Buster Crabbe (2 films), Johnny Weissmuller (6 films), Lex Barker (5 films) et Gordon Scott (3 films).
À l'automne 1941, il est engagé par la RKO Pictures comme producteur exécutif mais, désireux de retrouver la liberté du cinéma indépendant, il la quitte au mois de février 1942 afin de rejoindre la Society of Independent Motion Picture Producers créée en 1941 par Mary Pickford, Charlie Chaplin, Walt Disney, Orson Welles, Samuel Goldwyn, David O. Selznick, Alexander Korda et Walter Wanger, afin de préserver les droits des producteurs indépendants dans une industrie cinématographique massivement dominée par les grands studios hollywoodiens
Le 16 mars 1959, Sol Lesser vend sa participation dans Pacific Drive-In Theatre ainsi que 60 salles de cinéma dans le but de financer la production de films.

## Filmographie partielle

### comme réalisateur
- 1915 : Last Night of the Barbary Coast

### Comme producteur

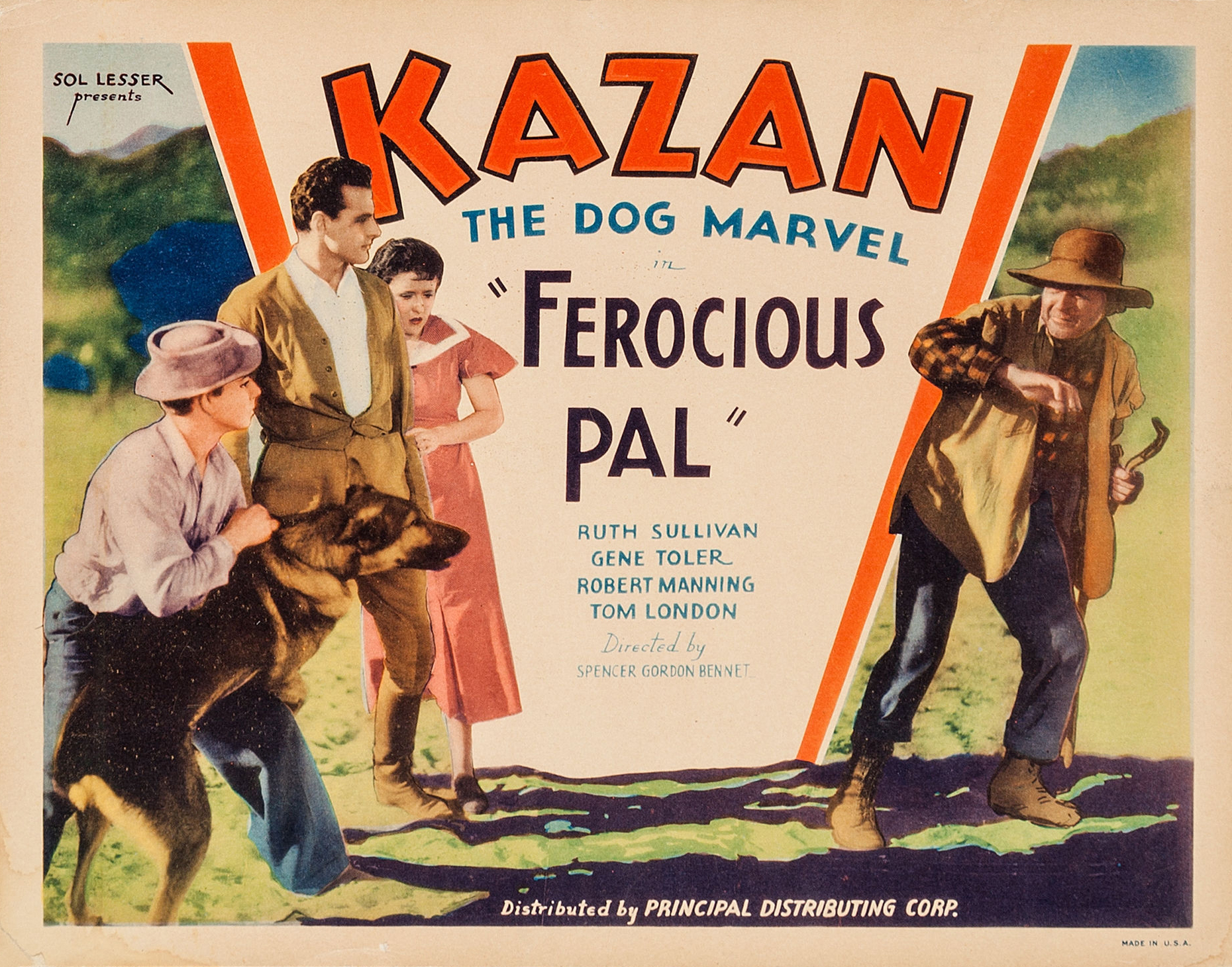
Ferocious Pal (1934).

- 1921 : One Man in a Million de George Beban
- 1922 : Oliver Twist de Frank Lloyd
- 1923 : P'tit Père (Daddy) de E. Mason Hopper
- 1923 : The Meanest Man in the World d'Edward F. Cline
- 1934 : Ferocious Pal (en) de Spencer Gordon Bennet
- 1935 : The Cowboy Millionaire d'Edward F. Cline
- 1938 : Hawaii Calls d'Edward F. Cline
- 1940 : Une petite ville sans histoire (Our Town) de Sam Wood
- 1942 : Tamara de Tahiti (The Tuttles of Tahiti) de Charles Vidor
- 1944 : Trois c'est une famille (Three Is a Family) d'Edward Ludwig

La série des Tarzan
- 1933 : Tarzan l'intrépide (Tarzan the Fearless)
- 1938 : La Revanche de Tarzan (Tarzan's Revenge)
- 1943 : Le Triomphe de Tarzan (Tarzan Triumphs)
- 1943 : Le Mystère de Tarzan (Tarzan's Desert Mystery)
- 1945 : Tarzan et les Amazones (Tarzan and the Amazons)
- 1946 : Tarzan et la Femme-léopard (Tarzan and the Leopard Woman)
- 1947 : Tarzan et la Chasseresse (Tarzan and the Huntress)
- 1948 : Tarzan et les Sirènes (Tarzan and the Mermaids)
- 1949 : Tarzan et la Fontaine magique (Tarzan's Magic Fountain)
- 1950 : Tarzan et la Belle Esclave (Tarzan and the Slave Girl)
- 1951 : Tarzan's Peril
- 1952 : Tarzan défenseur de la jungle (Tarzan's Savage Fury)
- 1953 : Tarzan et la Diablesse (Tarzan and the She-Devil)
- 1955 : Tarzan chez les Soukoulous (Tarzan's Hidden Jungle)
- 1958 : Tarzan et les Trappeurs (Tarzan and the Trappers)
- 1958 : Le Combat mortel de Tarzan (Tarzan's Fight for Life)

## Distinction
- 1960 : Jean Hersholt Humanitarian Award